# كرايغ فيرغسون

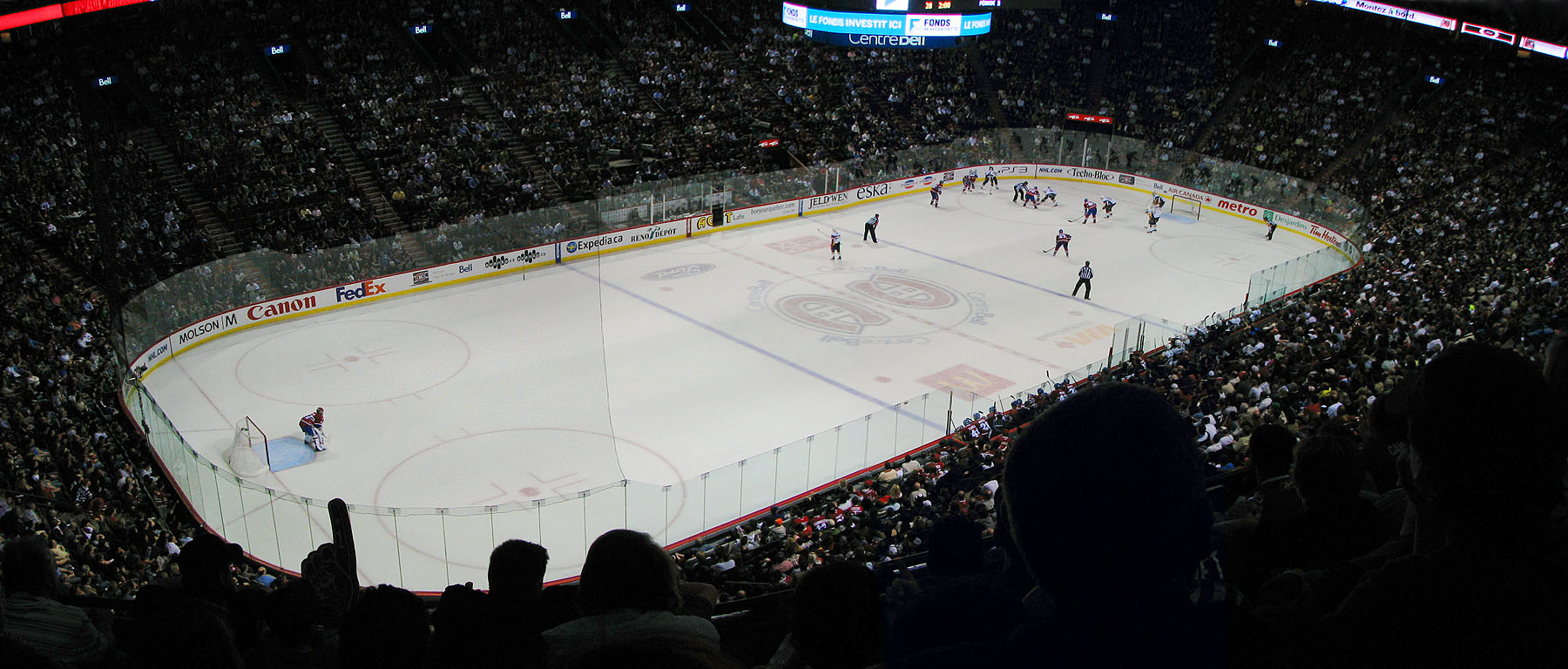
ملعب لهوكي الجليد

كرايغ فيرغسون (بالإنجليزية: Craig Ferguson)‏ هو لاعب هوكي الجليد أمريكي، ولد في 8 أبريل 1970 في Castro Valley, California ‏ في الولايات المتحدة.

## وصلات خارجية
- كرايغ فيرغسون على موقع دوري الهوكي الوطني (الإنجليزية)
- كرايغ فيرغسون على موقع قاعة مشاهير الهوكي (لاعب أن.إتش.أل) (الإنجليزية)
- كرايغ فيرغسون على موقع EliteProspects.com (الإنجليزية)
- كرايغ فيرغسون على موقع HockeyDB.com (الإنجليزية)
- كرايغ فيرغسون على موقع Hockey-Reference.com (الإنجليزية)